# Edenbridge (Kent)
Edenbridge (engleski: ˈiːdənbɹɪdʒ) je grad (župa) u okrugu Sevenoaks, upravna i povijesna županija u sastavnom dijelu grofovije Kent, Engleska. Smješten je južno od Londona, u blizini grofovije Surrey. Kroz Edenbridge protječe rijeka Eden, pritoka rijeke Medway.

## Etimologija toponima
Od staroengleskog Eadhelms brycg (doslovno "Eadhelmov most") gdje je Eadhelm ime srednjovjekovne plemićke obitelji, a brycg staroengleski naziv za most (bridge). 
Kroz Edenbridge protječe rijeka Eden i njeno ime potječe od istog korijena.

## Povijest
Prve reference na grad pojavljuju se u crkvenim zapisima iz 12. stoljeća. Godine 1279. Henrik III. dodijelio je Edenbridgeu povelju kojom je imenovan tjednom pijacom. 

Muzej Doline Eden , zauzima jednu od najstarijih sačuvanih zgrada u Edenbridgeu u kojoj se čuvaju eksponati i dokumenti vezani za lokalnu povijest. Njegova kasno-džordžijanska fasada od opeke gotovo zaklanja srednjovjekovnu vlastelinsku kuću izgrađenu u drvenom okviru (tzv. bondruk konstrukcija, njem. Bundwerk), a dva zazidana prozora podsjetnici su na porez na prozore (Window tax) koji je 1696. godine uveo kralj Vilim III.

## Mlinice u Edenbridgeu
Edenbridge je stoljećima imao četiri mlinice, Haxted Mill i Honour's Mill na rijeci Eden, Božićni mlin (Christmas Mill) na pritoci rijeke Eden i vjetrenjaču južno od grada. Sva četiri mlinska objekta su sačuvana, ali sada su pretvorena u druge namjene.

## Župa i njene crkve
Sada anglikanska župna crkva, inače sagrađana u 13. stoljeću, posvećena je svetom Petru i Pavlu. Crkva sadrži primjere srednjovjekovnih murala.

Baptistička kapela koja se nalazila na glavnoj ulici (High street) registrirana je za sklapanje brakova 1860. godine. Bilo je to sjedište baptističke crkve Edenbridgea, koja se 2003. ujedinila s crkvom 'kćeri' koja se nalazila na Marlpit Hillu da bi formirala Crkvu Edena, koja se 2013. preselila u Eden Centar.
Rimokatolici odlaze u crkvu sv. Lovre, koja je registrirana 1933. godine.
Također u župi je zaselak Marsh Green. Ovdje se nalaze dvije bogomolje: Ujedinjena Reformirana Crkva sv. Ivana i Dvorana Kraljevstva koja služi Oxtedskoj kongregaciji Jehovinih svjedoka. Za sklapanje brakova je registrirana 1999. godine.

## Znamenitosti
Grad okružuju slikovita sela, tako se u blizini, u selu Westerham nalazi seoska kuća Chartwell, koja je od 1922. godine bila dom Sir Winstona Churchilla, te u obližnjem mjestu Heveru dvorac Hever iz 13. stoljeća, poznat kao dom Anne Boleyn jer je u njemu, prije stupanja u brak s Henrikom VIII. provela dio svoje mladosti. U blizini je i Penshurst Place, koji datira iz 1341. godine, kada je sagrađena srednjovjekovna Barunova dvorana (Baron’s Hall) kao seosko odmaralište za gradonačelnika Londona. Na tom se području u selu Chiddingstone nalazi gotički dvorac Chiddingstone, a u selu Bough Beech nalazi se prirodna akumulacija pa je cijelom području dodijeljen status prirodnog rezervata.